# Drew Ferguson

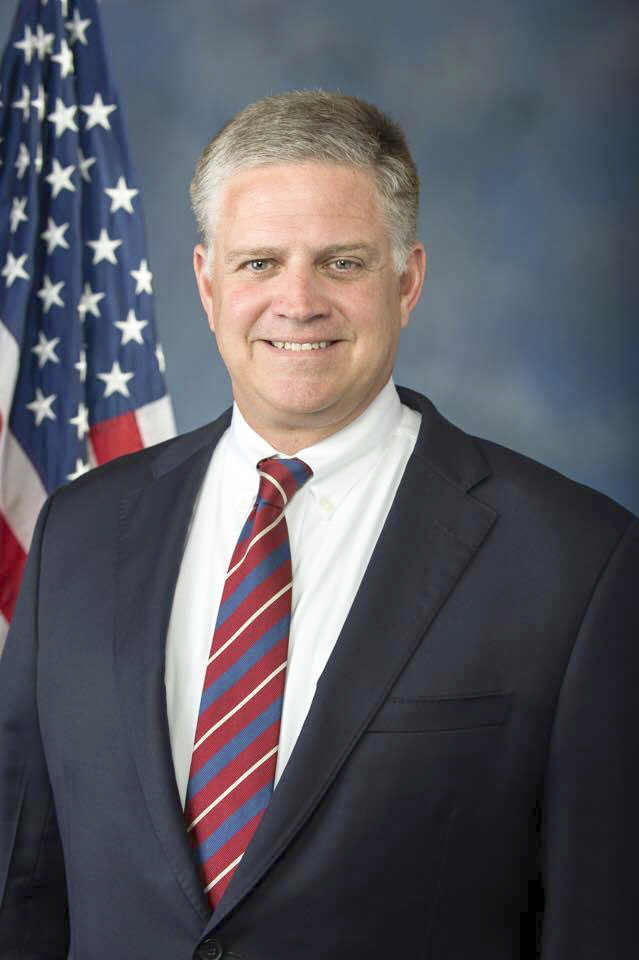
Drew Ferguson (2017)

Anderson Drew Ferguson IV (* 15. November 1966 in Langdale, Houston County, Alabama) ist ein US-amerikanischer Politiker. Von 2017 bis 2025 vertrat er den 3. Distrikt des Bundesstaats Georgia im US-Repräsentantenhaus.

## Werdegang
Zwischen 1985 und 1988 studierte Drew Ferguson an der University of Georgia Zahnmedizin. Anschließend setzte er seine Ausbildung auf diesem Gebiet bis 1992 am Medical College of Georgia fort. Später praktizierte er als Zahnarzt. Außerdem war bzw. ist er Vorstandsmitglied einiger Organisationen und Vereinigungen wie dem Lanier Memorial Hospital und der Capital City Bank Community. Seit 1998 gehört er der zahnmedizinischen Fakultät des Medical College of Georgia an. Überdies sitzt er seit 2008 im Vorstand der Stiftung West Point 2100 Foundation, die in West Point (Georgia) angesiedelt ist. Zudem gehört er mehreren zahnärztlichen Vereinigungen an.
Politisch schloss sich Ferguson der Republikanischen Partei an. Von 1997 bis 1999 saß er im Gemeinderat von West Point und von 2007 bis 2016 war er dort Bürgermeister. Bei den Kongresswahlen des Jahres 2016 wurde er im dritten Wahlbezirk von Georgia gegen die Demokratin Angela Pendley in das US-Repräsentantenhaus in Washington, D.C. gewählt, wo er am 3. Januar 2017 die Nachfolge von Lynn Westmoreland antrat, der nicht mehr kandidiert hatte. Da er 2018, 2020 und 2022 wiedergewählt wurde, lief seine Amtszeit bis zum 3. Januar 2025. Bei der Wahl 2024 trat Ferguson nicht erneut an.

### Ausschüsse
Er war Mitglied in folgenden Ausschüssen des Repräsentantenhauses:
- Committee on the Budget
- Committee on Ways and Means
  - Social Security (Vorsitz)
  - Tax
- Joint Economic Committee